# Francisco Police
Francesco Police, mais conhecido como Police (Caserta, 5 de julho de 1893 — Sorocaba, 25 de fevereiro de 1952), foi um futebolista italiano radicado no Brasil. Tido como um dos atletas fundadores do Corinthians  também foi um dos poucos futebolistas estrangeiros que já defenderam a Seleção Brasileira de Futebol.

## Corinthians
Tido como um dos atletas fundadores do Corinthians   o italiano Police atuou no clube do Parque São Jorge em 55 partidas, marcou cinco gols, durante seis temporadas, e conquistou o Campeonato Paulista de 1914 e 1916.
Fez sua última partida com a camisa alvinegra em 19 de agosto de 1917 na derrota por 3 x 1 para o Paulistano, em jogo amistoso. Posteriormente teve uma rápida passagem pelo Palestra Itália, fez apenas três partidas pelo clube, e  do Palestra Itália foi para o Botafogo do Rio de Janeiro.

## Seleção Brasileira
Police foi um dos poucos jogadores estrangeiros a defender a Seleção Brasileira de Futebol. Atuou em jogo amistoso no Rio de Janeiro no dia 27 de Janeiro de  1918, em uma derrota por 1-0 contra o clube Dublin Football Club do Uruguai.

## Títulos
Corinthians
- Campeonato Paulista: 1914 e 1916